# Ако ни оставят
Ако ни оставят (на испански: Si nos dejan) е мексиканска теленовела, режисирана от Луис Мансо и Карлос Кок Марин и продуцирана от W Studios в сътрудничество с Lemon Studios за Телевиса през 2021 г. Версията, разработена от Леонардо Падрон, е базирана на колумбийската теленовела Госпожа Исабел, създадена от Бернардо Ромеро Перейро и Моника Агудело Тенорио.
В главните роли са Майрин Вилянуева, Маркус Орнелас и Алексис Аяла, а в отрицателната – Скарлет Грубер. Специално участие вземат Габриела Спаник и Сусана Досамантес.

## Сюжет
Историята проследява живота на Алисия Монтиел, 50-годишна жена, която от години вярва, че има мечтаното семейство. Тя е отдадена на дома си и главно на своя съпруг, политика Серхио Каранса, с когото имат три деца: Юридия, Гонсало и Миранда. За разлика от другите домакини, тя се уморява от рутината, която я прави нещастна, и се фокусира върху плана да изпълни мечтите и целите си, които е изоставила или отложила за дълго, за да се посвети за семейството си. Алисия крие плана си, за да избегне конфликти със семейството си.
Алисия обаче открива, че от години Серхио ѝ изневерява с Хулиета, млада телевизионна журналистка, заради която той решава да напусне семейството си. Юрия и Миранда обвиняват майка си за случилото се. Майката на Алисия, доня Ева, настоява тя да се върне при Игнасио. Единствените, които са на нейна страна, са синът ѝ Гонсало, приятелките ѝ Федора и Ребека и сестра ѝ. Жертва на малтретирането и разочарованието от страна на съпруга си, Алисия решава да продължи живота си, след като се запознава с Мартин Гера, млад журналист на свободна практика, който от години е разведен и има дъщеря. Мартин не гледа на Алисия като на майка, а като на жена. Алисия намира голяма утеха в Мартин, но между двамата има нещо повече от това; и двамата са влюбени и ще се обичат цял живот.

## Актьори
- Майрин Вилянуева – Алисия Монтиел де Каранса
- Маркус Орнелас – Мартин Гера Вегас
- Алексис Аяла – Серхио Каранса
- Скарлет Грубер – Хулиета Луго
- Габриела Спаник – Федора Монтелонго
- Сусана Досамантес – Ева вдовица де Монтиел
- Исабел Бур – Юридия Каранса Монтиел
- Алекс Переа – Хосе Рафае Фуентес
- Лорена Граниевич – Карина Гомес
- Карлос Саид – Гонсало Каранса Монтиел
- Исидора Вивес – Миранда Каранса Монтиел
- Моника Санчес-Наваро – Йая
- Виктор Сивейра – Анхел Рентерия
- Хорхе Гайегос – Моисес Сапата
- Енри Сака – Фабиан
- Габриела Карийо – Карлота Вегас
- Ара Сардивар – Селия Ортега
- Солкин Рус – Лукас Бехарано
- Амайрани Ромеро – Маруха де Гера
- Пако Луна – Солебро
- Рамиро Томасини – Гутиерес
- Настасия Виясана – Марсела Крус
- София Ривера Торес – Мабел Ранхел
- Елиса Мари Сото Басан – София Гера Вегас
- Роберто Матеос – Факундо Гера
- Моника Дионе – Ребека
- Маурисио Пиментел – Алберто Мухика
- Игнасио Ортис мл. – Сусо
- Ана Селесте Монталво – Ариана Михарес
- Аранча дел Торо – Ладире
- Мануел Ригеса – Симон Гера Вегас
- Херардо Мургия – Хулио Тамайо
- Орландо Сантана
- Хосе Мария Галеано – Самуел Фонсека
- Франсиско Васкес
- Паола Тойос – Пруденсия

## Премиера
Премиерата на Ако ни оставят е на 1 юни 2021 г. по Univision в САЩ, като последният 83 епизод е излъчен на 11 октомври 2021 г., и през ноември 2021 г. по Las Estrellas в Мексико.

## Продукция

### Предистория
Първоначално през есента на 2017 г. Телевиса възлага производството на теленовелата на продуцента Карлос Морено Лагийо, който е планирал да направи модерна версия на Señora Isabel, чиято първа мексиканска версия е Mirada de mujer, създадена през 1997 г. от ТВ Ацтека и Argos Comunicación, но под името Да се преродя (на испански: Renacer). Продуцентът се спира на актрисите Майрин Вилянуева, Талия и Адела Нориега, като последната отхвърля ролята. Актрисата Летисия Калдерон е избрана от Карлос Морено за ролята на Мариана, а актьорите Алехандра Барос, Мишел Рено и Рафаел Санчес Наваро също са потвърдени за част от актьорския състав. За Калдерон с теленовелата щеше да се отбележи завръщането ѝ с главна положителна роля, след като последната си такава роля изпълнява в Лабиринти на страстта, като след нея изпълнява отрицателни или поддържащи роли в теленовелите В името на любовта, Смела любов, Не ме оставяй и Жените в черно. Началото на записите на теленовелата са планирани за началото на 2018 г., но на 18 ноември 2017 г. чрез списание TVNotas е съобщено, че версията, по която работи Морено, е отменена без предварително известие или конкретна причина.
Няколко години по-късно на 21 юни 2020 г. е обявено по време на виртуалния фронт на Univision за телевизионния сезон 2020 – 21, че Телевиса възобновява интереса си да направи версия на колумбийската история, като продукцията е възложена на W Studios и Карлос Бардасано като изпълнителен продуцент и с адаптация на драматурга Леонардо Падрон, с официалното заглавие Ако ни оставят. Записите на теленовелата започват на 15 февруари 2021 г. във форум 10 на Телевиса Сан Анхел.

### Кастинг
На 8 януари 2021 г. журналистът Алекс Кафи, чрез своята рубрика във вестник El heraldo de México, съобщава, че младият актьор Хосе Пабло Минор е избран за главната мъжка роля, роля, която Ари Телч изпълнява във версията от 1997 г. На 2 февруари чрез прессъобщение е обявено, че актьорът Маркус Орнелас е избран за тази роля. На 11 януари същата година журналистът Хуан Хосе Орихел в своята рубрика във вестник El sol de México потвърждава, че актьорът Едуардо Яниес е избран за ролята на Серхио. Няколко седмици по-късно, на 12 февруари 2021 г., Телевиса публикува прессъобщение, в което съобщава, че по лични и здравословни причини Едуардо Яниес е напуснал продукцията, за което актьорът Алексис Аяла влиза на неговото място.
За ролята на Алисия се спрягат актрисите Майрин Вилянуева, Ерика Буенфил, Летисия Калдерон и противоречивата бивша първа дама на Мексико Анхелика Ривера, но през втория уикенд на януари същата година различни източници в социалните мрежи разпространяват мълвата, че Вилянуева е избрана за ролята на главна героиня в теленовелата, като слухът е потвърден от списание People en Español. Майрин Вилянуева преди това заявява, че проявява интерес към изиграването на персонажа, направен от Анхелика Арагон през 1997 г., по време на предаване на живо в YouTube в края на 2020 г., казвайки следното: „Бих се радвала. Винаги съм си мислила, че ще изиграя тази героиня. И съм сигурна, че тази година ще изиграя тази роля, така че, както се казва, искайте и ще ви се даде“.
Сред останалите потвърдени актьори са първата актриса Сусана Досамантес в ролята на Елена, майката на Алисия; младата актриса Исабел Бур в ролята на Юридия и актьорите Алекс Переа и Карлос Саид, съответно като Чоло и Гонсало. И накрая, на 15 февруари 2021 г. в рубриката Vida y milagros на Хуан Хосе Оригел са потвърдени участията на актьорите Габриела Спаник, Амайрани и Енри Сака.

## Версии
- Госпожа Исабел, оригинална история, колумбийска теленовела от 1993 г., продуцирана от Лис Ямаюса, с участието на Джуди Енрикес, Алваро Руис и Луис Меса.
- Женски поглед, мексиканска теленовела от 1997 г., продуцирана от Марсела Мехия за ТВ Ацтека, с участието на Анхелика Арагон, Ари Телч и Фернандо Лухан.
- Никога не казвай сбогом, португалска теленовела от 2001 – 2002 г., с участието на Лидия Франко, Тосе Мартиньо и Нуно Омем де Са.
- Виктория, колумбийска теленовела от 2007 г., продуцирана от Уго Леон Ферер за Телемундо, с участието на Виктория Руфо, Маурисио Очман и Артуро Пениче.
- Ана на никого, колумбийска теленовела от 2023 г., продуцирана от  Ере Се Ене Телевисион, с участието на Паола Турбай, Себастиан Карвахал и Хорхе Енрике Абело.
- Със същия поглед, мексиканска теленовела от 2025 г., продуцирана от Аргос Телевисион за ТелевисаУнивисион, с участието на Анхелика Ривера, Диего Клейн и Иван Санчес.